# Ларс Віландт
Ла́рс Рі́ддерманд Ві́ландт (дан. Lars Riddermand Vilandt, нар. 22 серпня 1974, Редовре, Данія) — данський керлінгіст, учасник двох зимових Олімпійських ігор (2010, 2014). Дворазовий бронзовий призер чемпіонатів Європи з керлінгу. Ведуча рука — права.

## Життєпис
Ларс Ріддерманд Віландт народився у данському місті Редовре. Займатися керлінгом почав у 1989 році в спортивному центрі, де працювала його матір. Тричі брав участь у молодіжних чемпіонатах світу з керлінгу (1994, 1995, 1996), однак жодного разу вище 8 місця не підіймався. У 2001 році дебютував у розіграші чемпіонату світу серед чоловіків, де посів 10 місце. Загалом, до 2010 року Фредеріксон взяв участь у шести чемпіонатах світу (2001, 2004, 2005, 2007, 2008, 2009) та чотирьох континентальних першостях (2006, 2007, 2008, 2009), здобувши європейську «бронзу» на чемпіонаті у Фююсені в 2007 році.
У 2010 році Віландт у складі команди Ульріка Шмідта, що представляла Данію на зимових Олімпійських іграх у Ванкувері, посів дев'яте місце у головних зимових змаганнях чотириріччя. Після цього він провів зі Шмідтом ще один чемпіонат світу (2010) та залишив команду, приєднавшись після нетривалої паузи до Расмуса Стьєрне як запасний гравець. У складі нової команди Віландт здобув «бронзу» чемпіонату Європи 2011 року. Окрім цього, у міжолімпійський період данський керлінгіст, знову ж таки у ролі запасного, брав участь у двох континентальних першостях (2012, 2013) та двох чемпіонатах світу (2012, 2013).
У лютому 2014 року Ларс у складі збірної Данії взяв участь в зимових Олімпійських іграх у Сочі, що стали для нього другими в кар'єрі. З 9 проведених на Іграх матчів данцям вдалося перемогти лише у чотирьох, внаслідок чого вони посіли шосте підсумкове місце і до раунду плей-оф не потрапили. Сам же Віландт, перебуваючи у статусі запасного, на майданчику жодного разу не з'явився, тож його участь у Олімпіаді можна вважати формальною.
Окрім занять керлінгом Ларс захоплюється читанням та проведенням часу з родиною. У шлюбі з дружиною Сарою він має трьох дітей: Джонатана, Ноа та Нінне.

## Виступи на Олімпійських іграх
| Змагання                     | Місто    | Місце | % кидків |
| ---------------------------- | -------- | ----- | -------- |
| Зимові Олімпійські ігри 2014 | Сочі     | 6     | -        |
| Зимові Олімпійські ігри 2010 | Ванкувер | 9     | 85 %     |